# 9060 Тойокава
9060 Тойокава (9060 Toyokawa) — астероїд головного поясу, відкритий 4 вересня 1992 року.
Тіссеранів параметр щодо Юпітера — 3,639.
Названо на честь Тойокави (яп. とよかわ(豊川) тойокава).